# パーシーチャルーン駅
パーシーチャルーン駅（パーシーチャルーンえき、タイ語: สถานีภาษีเจริญ ）は、タイの首都・バンコク都パーシーチャルーン区にある、バンコク・メトロ（地下鉄）ブルーラインの駅である。駅番号は「BL36」。

## 歴史
- 2019年
  - 9月21日 - ブルーライン・バーンワー - ラックソーン間試運転開通と同時に営業開始[1][2]。
  - 9月29日 - フワランポーン - バーンワー - ラックソーン間が正式開業。

## 駅構造
ペチャカセム道路上に位置する高架駅。U2階が改札階、U3階がホーム階である。プラットホームは相対式2面2線構造であり、可動式ホーム柵を完備している。

### 駅階層
| 3階                                |                                                            |                        |
| 相対式ホーム（可動式ホーム柵あり） |                                                            |                        |
| 1番線・上り■ブルーライン           | ラックソーン方面 →                                         |                        |
| 2番線・下り■ブルーライン           | ← フワランポーン・シーロム・スクムウィット・タオプーン方面 |                        |
| 相対式ホーム（可動式ホーム柵あり） |                                                            |                        |
| 2階                                | コンコース                                                 | 自動券売機、自動改札口 |
| 1階                                | 出入口                                                     | ペチャカセム道路       |

## 駅周辺
- DON DON DONKI Seacon Bangkae店（2022年6月20日オープン[3]）